# Thinozerconidae
Thinozerconidae är en familj av spindeldjur. Thinozerconidae ingår i ordningen kvalster, klassen spindeldjur, fylumet leddjur och riket djur.